# Francesco della Lora

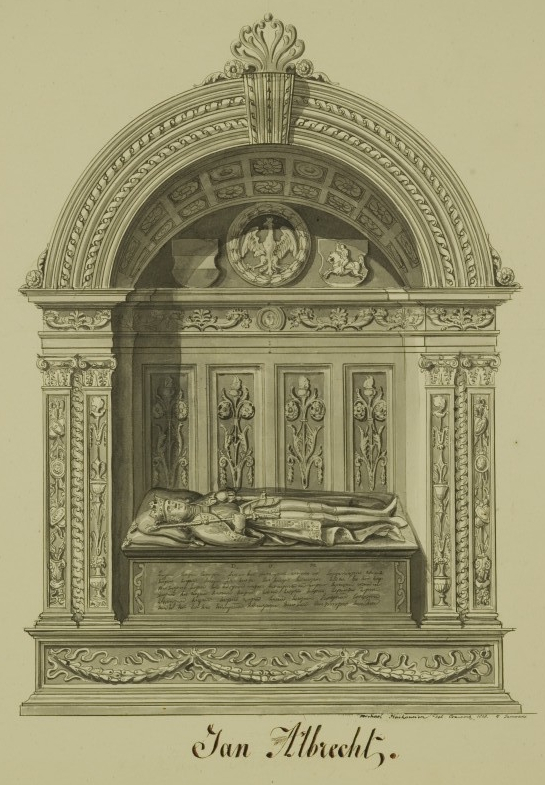
Tomba di Giovanni I Alberto Jagellone, nella Cattedrale del Wawel, Cracovia, 1502-05.

Francesco della Lora, o Francesco Fiorentino, o anche semplicemente il Fiorentino, in polacco Franciszek Florentczyk (Toscana, ... – Cracovia, 17 ottobre 1516), è stato un architetto e scultore italiano, che introdusse il Rinascimento in Polonia.

## Biografia
Già discepolo di un certo Ambrogio da Milano, giunse in Ungheria nel 1485 per lavorare alla costruzione del Castello di Budaintrapresa dal re Mattia Corvino; probabilmente al seguito degli artisti italiani chiamati dalla moglie Beatrice d'Aragona. 
Francesco arrivò a Cracovia nel 1501-02, forse dopo il ritorno a Napoli della regina.
Su richiesta della regina Elisabetta d'Asburgo e di suo figlio Sigismondo I Jagellone (dal 1506 re di Polonia), realizzò fra il 1502 e il 1505 la nicchia tombale con ricchi bassorilievi del re Giovanni I Alberto Jagellone, nella Cattedrale del Wawel. Fu la prima opera rinascimentale] in Polonia (il sarcofago in marmo rosso, ancora goticizzante, con la statua giacente del re, è infatti attribuito all'assistente di Veit Stoss, Jörg Huber).
Nel 1499 un incendio aveva distrutto il Castello reale e Sigismondo I affidò i lavori di ricostruzione al Fiorentino, che li intraprese dal 1507 diventando il primo artista italiano del Rinascimento attivo in Polonia. Negli anni rimase in contatto con il cantiere di Budapest, dal quale importò anche altri artisti per la fabbrica del castello. 
Morì a Cracovia il 17 ottobre 1516 e venne definito Architectus Insigni. Realizzò le ali settentrionale e occidentale del castello, improntando il cortile d'onore e realizzando anche la decorazione scultorea.